# 16-й танковый корпус (СССР)
16-й танковый Уманский Краснознамённый ордена Суворова корпус (16-й тк) — воинское соединение Вооружённых Сил СССР.

## История
16-й танковый корпус начал формироваться в мае 1942 года. Срок готовности к 5 июня 1942 года. В июне 1942 г. дислоцировался в Воронеже.
15 июня 1942 года Директивой Ставки ВГК № 170451 от 15.06.1942 включён в состав Брянского фронта. 1.12.1944 преобразован в гвардейский.

В составе действующей армии:с 16.06.1942 по 25.12.1942, с 15.01.1943 по 02.09.1943, с 18.01.1944 по 22.11.1944.

### Боевой путь
Вступил в бой 29 июня 1942 года. 107-я и 164-я тбр были введены в бой в полосе обороны 15-й мсбр, а 109-я тбр составляла резерв. В течение дня танковые бригады корпуса отбивали попытки немцев переправиться через реку Кшень, находясь под непрерывными бомбежками авиации противника. В ходе тяжёлых боев к концу дня танковые бригады потеряли до 15 % танков, уничтожив 18 немецких боевых машин.
На следующий день 30 июня 1942 года корпус получил задачу — атаковать и уничтожить противника в районе Новый Посёлок, где немецким частям удалось переправиться через Кшень. Однако из-за непрерывных бомбежек выполнить эту задачу не удалось. Только 107-я тбр потеряла за день боя 14 KB-1 (из них 7 удалось эвакуировать).
2 июля 1942 года В районе Волово — Васильевка части 109-й и 164-й тбр при поддержке 540-го лап встретились с основными силами немцев, 11-й танковой дивизией 4-й танковой армии (с немецкой стороны в бою участвовало до 80 боевых машин). Весь день здесь шли тяжёлые танковые бои, стоившие больших потерь обеим сторонам. Так, по показанию пленного ефрейтора 11-й тд, к концу дня «в его роте из 17 танков оставалось боеспособными лишь 8 машин». Но и потери корпуса были большими. 169-я тбр безвозвратно потеряла 10 Т-34 и 10 Т-60, а 360-й тб 109-й тбр, потеряв в ходе боя связь со своим штабом, стал отходить, попал в засаду и был полностью уничтожен (в батальоне к тому времени насчитывалось 8 танков).
В течение последующих дней части корпуса получили задачу атаковать противника совместно с 1-м танковым корпусом и овладеть Захаровкой. Однако из-за больших потерь и отставания 1-го тк атака не удалась. Более того, 5 июля под давлением превосходящих частей противника части 16-го тк отошли на восточный берег р. Олым. Попытки корпуса в течение пяти раз восстановить положение успеха не имели.
14 августа 1942 года выведен в резерв Ставки ВГК в район Ельца.
С 25 августа до 25 декабря 1942 года принимал участие в Сталинградской битве.
Директивой Ставки ВГК № 46002 от 10.01.1943 включён в состав 2-й танковой армии, которая должна была быть сформирована к 01.02.1943.
19.03.1944 За образцовое выполнение заданий командования в боях с немецкими захватчиками за освобождение крупного железнодорожного узла и города Вапнярка и проявленные при этом доблесть и мужество награждён орденом Суворова II степени и получил почётное наименование «Уманский»
Указом Президиума ВС СССР от 09.08.1944 За образцовое выполнение заданий командования в боях с немецкими захватчиками, за овладение городом Демблин и проявленные при этом доблесть и мужество награждён орденом Красного Знамени

Приказом НКО № 0376с от 20 ноября 1944 года 16-й танковый корпус был преобразован в 12-й гвардейский танковый корпус
В июле 1945 года 12-й гвардейский танковый корпус был преобразован в 12-ю гвардейскую танковую дивизию

## Состав корпуса
- Управление корпуса
- 107-я танковая Вапнярская Краснознамённая ордена Суворова бригада[4]
- 109-я танковая Вапнярская Краснознамённая ордена Кутузова бригада
- 164-я танковая Вапнярская Краснознамённая ордена Суворова бригада[5]
- 15-я мотострелковая Вапнярская Краснознамённая ордена Суворова бригада[6]
- 1441-й самоходно-артиллерийский Демблинский полк
- 1239-й самоходно-артиллерийский Демблинский полк
- 226-й миномётный Варшавский полк
- 1721-й зенитный артиллерийский Демблинский полк
- Корпусные части:
- 729-й истребительно-противотанковый дивизион
- 89-й отдельный гвардейский миномётный Померанский ордена Александра Невского и Красной Звезды дивизион
- 51-й отдельный мотоциклетный Демблинский батальон
- 689-й отдельный Демблинский батальон связи, с 10.04.1943
- 205-я отдельный сапёрный Демблинский батальон, с 04.06.1943
- 112-я отдельная рота химзащиты, с 28.07.1943
- 16-я отдельная автотранспортная рота подвоза ГСМ, с 23.06.1943
- 168-я подвижная танкоремонтная база
- 145-я подвижная авторемонтная база
- 7-е авиазвено связи, с 14.05.1943
- 16-й полевой автохлебозавод, с 10.05.1943
- 2123-я военно-полевая станция, с 18.07.1942

## Подчинение
| 01.07.1942 года | Брянский фронт            |                       |
| 01.09.1942 года | Сталинградский фронт      | 1-я гвардейская армия |
| 01.10.1942 года | Донской фронт             | 1-я гвардейская армия |
| 01.11.1942 года | Донской фронт             |                       |
| 01.12.1942 года | Донской фронт             | 24-я армия            |
| 01.01.1943 года | Приволжский военный округ |                       |
| 01.02.1943 года | Брянский фронт            | 2-я танковая армия    |
| 01.03.1943 года | Центральный фронт         | 2-я танковая армия    |
| 01.09.1943 года | Брянский фронт            | 2-я танковая армия    |
| 01.10.1943 года | Резерв Ставки ВГК         | 2-я танковая армия    |
| 01.02.1944 года | 1-й Украинский фронт      | 2-я танковая армия    |
| 01.03.1944 года | 2-й Украинский фронт      | 2-я танковая армия    |
| 01.07.1944 года | 1-й Белорусский фронт     | 2-я танковая армия    |
| 01.09.1944 года | 1-й Белорусский фронт     |                       |
| 01.10.1944 года | 1-й Белорусский фронт     | 8-я гвардейская армия |

## Награды и почётные наименования
| Награда                          | Дата награждения                           | За что получена |
| -------------------------------- | ------------------------------------------ | --- |
| Почётное наименование «Уманский» | Приказ ВГК от 19 марта 1944 года № 061.    | Почётное наименование присвоено в ознаменование одержанной победы и за отличие в боях по прорыву обороны противника на уманском направлении и освобождение города Умань. Приказ Верховного Главнокомандующего от 19 марта 1944 года № 061. |
| Орден Суворова II степени        | Указ Президиума ВС СССР от 19.03.1944 года | За образцовое выполнение заданий командования в боях с немецкими захватчиками за освобождение крупного железнодорожного узла и города Вапнярка и проявленные при этом доблесть и мужество.                                                 |
| Орден Красного Знамени           | Указ Президиума ВС СССР от 09.08.1944 года | За образцовое выполнение заданий командования в боях с немецкими захватчиками, за овладение городом Демблин и проявленные при этом доблесть и мужество.                                                                                    |

## Командование корпуса

### Командиры корпуса
- 01.06.1942 - 20.09.1942	Павелкин, Михаил Иванович, ген.-майор т/в
- 20.09.1942 - 10.05.1943	Маслов, Алексей Гаврилович, ген.-майор тех.в.
- 10.05.1943 - 07.10.1943	Григорьев, Василий Ефимович, полковник, с 07.06.1943 ген.-майор т/в
- 07.10.1943 - 03.12.1943	Скорняков, Константин Васильевич, ген.-майор т/в
- 01.12.1943 - 12.12.1943, врио Максимов, Георгий Максимович, полковник
- 12.12.1943 — 10.08.1944 Дубовой, Иван Васильевич, ген.-майор т/в  (отозван)
- 11.08.1944 - 25.08.1944, ид Теляков, Николай Матвеевич, ген.-майор т/в
- 25.08.1944 - 20.11.1944	Теляков, Николай Матвеевич, ген.-майор т/в)

### Начальник штаба корпуса
- 00.05.1942 - 09.08.1942	Побле, Дмитрий Иосифович, полковник
- 09.08.1942 - 20.09.1942	Городецкий, Леонид Алексеевич, подполковник (в сентябре 1942 тяж. ранен)
- 20.09.1942 - 00.04.1943	ПУПКО Леонид Геннадьевич, подполковник
- 00.04.1943 - 00.05.1945	КОЧЕРИН Николай Александрович, полковник
- 24.05.1944 - 20.11.1944	Биберган, Давид Абрамович , полковник

### Заместитель командира корпуса по строевой части
- 08.10.1943 - 22.07.1944	Максимов, Георгий Максимович, полковник
- 09.06.1944 - 20.10.1943	 Петрушин, Николай Васильевич, полковник
- 08.10.1944 - 20.11.1944	Максимов, Георгий Максимович, полковник

### Заместитель командира корпуса по политической части (до 09.10.1942 - военный комиссар)
- 00.06.1942 - 13.05.1943	Соколов, Иван Митрофанович, бригадный комиссар, с 06.12.1942 ген.-майор т/в
- 13.05.1943 - 19.06.1943	Витрук, Андрей Авксентьевич, полковник

### Начальник политотдела (с июня 1943 года он же заместитель командира по политической части)
- 01.03.1943 - 19.06.1943	ЧЕРНЫШЕВ Иван Александрович, подполковник, с 01.04.1943 полковник
- 19.06.1943 - 20.11.1944	Витрук, Андрей Авксентьевич, полковник

### Начальник артиллерии
- Таранов, Иван Игнатьевич, полковник

## Отличившиеся воины
Управление корпуса.
- Дубовой, Иван Васильевич, генерал-майор танковых войск, командир корпуса.

107 танковая Вапнярская Краснознамённая ордена Суворова бригада:
- Данков, Фёдор Трофимович, капитан, командир танковой роты. Погиб в бою 9 апреля 1944 года.
- Кадыргалиев, Леонид Иванович, младший сержант, командир отделения моторизованного батальона автоматчиков.
- Кучумов, Павел Васильевич, рядовой, пулемётчик мотострелкового батальона.
- Макеев, Борис Васильевич, старшина, механик-водитель танка 307 танкового батальона.
- Созонов, Александр Яковлевич, младший сержант, автоматчик моторизованного батальона автоматчиков. Погиб в бою в 1944 году.

109 танковая Вапнярская Краснознамённая ордена Кутузова бригада:
- Чечетко, Николай Карпович, старший лейтенант, командир танковой роты.

164 танковая Вапнярская Краснознамённая ордена Суворова бригада:
- Кирпиченко, Иван Платонович, младший сержант, командир отделения автоматчиков.
- Котельников, Алексей Павлович, младший лейтенант, командир взвода автоматчиков моторизованного батальона. Погиб в бою 29 марта 1944 года.

15 мотострелковая Вапнярская Краснознамённая ордена Суворова бригада:
- Гончарук, Фёдор Евтихович, капитан, командир роты.
- Конюша, Иосиф Андреевич, рядовой, автоматчик.
- Кошкаров, Григорий Никифорович, лейтенант, командир огневого взвода противотанковой батареи. Звание присвоено посмертно.
- Островерхов, Иван Григорьевич, майор, командир батальона. Умер от ран 6 июня 1944 года.
- Паршин, Николай Иванович, гвардии лейтенант, командир взвода автоматчиков. Погиб в бою 30 апреля 1945 года.
- Рыбин, Александр Гаврилович, капитан, командир 1 мотострелкового батальона.
- Чупров, Александр Ефимович, рядовой, стрелок. Умер от ран 30 сентября 1944 года.

729 отдельный истребительно-противотанковый артиллерийский дивизион:
- Панов, Пётр Яковлевич, сержант, командир орудия 3 батареи.
- Фадеев, Сергей Михайлович, рядовой, наводчик орудия.

51 отдельный Демблинский мотоциклетный батальон:
- Басков, Михаил Николаевич, ефрейтор, механик-водитель танка.
- Косарев, Владимир Алексеевич, лейтенант, командир танка. Умер от ран 7 марта 1945 года.